# 国際運輸労連
国際運輸労連（こくさいうんゆろうれん、英語：International Transport Workers' Federation、略称：ITF）は、イギリスのロンドンに本部を構えており、海運・港湾・鉄道・路面・貨物旅客輸送・内陸水運・水産・観光・民間航空で働く労働者で組織している労働組合の国際組織である。

## 概要
国際運輸労連は、国際労働組合総連合（ITUC）とともに活動する国際産別組織（GUF）の一つである。ロンドンをはじめ、ナイロビ、ワガドゥグー、東京、ニューデリー、アンマン、リオデジャネイロ市、モスクワ、ブリュッセル、ジョージタウンにも事務所を構えている。

## 日本の加盟組合
- 日本私鉄労働組合総連合会（私鉄総連）
- 全日本運輸産業労働組合連合会（運輸労連）
- 全国交通運輸労働組合総連合（交通労連）
- 全日本建設運輸連帯労働組合（全日建）
- 日本鉄道労働組合連合会（JR連合）
- 全日本鉄道労働組合総連合会（JR総連）
- 全国自動車交通労働組合連合会（全自交労連）
- 全日本自治団体労働組合（自治労）
- 全日本海員組合（海員）
- サービス・ツーリズム産業労働組合連合会（サービス連合）
- 国鉄労働組合（国労）
- 航空連合
- 日本航空キャビンクルー・ユニオン
- 全国港湾労働組合連合会（全国港湾）
- 全日本交通運輸産業労働組合協議会MSG（交運労協MSG）